# Јамина (политички савез)
Јамина или Јемина (хебр.  — „удесно/надесно”) израелски је политички савез десничарских странака, који су првобитно чиниле Нова десница и Савез десничарских странака (савез Јеврејског дома и Ткуме). Тренутно политички савез чини само Нова десница, пошто је Јеврејски дом напустио савез 14. јула 2020, а Ткума 20. јануара 2021. године.
Савез је образован пред израелске парламентарне изборе у септембру 2019, током којих је Јамина обезбиједила 7 мандата у Кнесету. Очекивало се да ће до распада савеза доћи 6. октобра, с Новом десницом као засебном фракцијом, док би Јеврејски дом и Ткума остали заједно, мада је савез наставио водити преговоре као јединствени блок након избора. Састанак 6. октобра је одложен, а појединци су као разлог навели неслагање око тога да ли се Јамина треба подијелити, док су други сматрали то „техничким” питањем. Савез се распао 10. октобра 2019, а поново је образован 15. јануара 2020. пред парламентарне изборе у марту исте године.